# Áramimport-ügy
Az ún. Áramimport-ügyként vagy SEP-ügyként (a bírósági ügyszám alapján pedig 1997.C-157/94 számon) ismert eset egy, az Európai Unió Bizottsága által jogi úton megtámadott hollandiai áramimport-szabályozási megoldás, az azzal kapcsolatos kötelezettségszegési, majd bírósági eljárás és következményeinek összefoglaló neve.
Az eset lényege, hogy Hollandiában 1989-ben elfogadták a villamosenergia-törvényt (VT), melyen keresztül szabályozták a villamosenergia előállítására, importálására, szállítására és értékesítésére vonatkozó szabályokat: ezen keresztül a SEP holland vállalatot (NV Samenwerkende Elektriciteitsproduktiebedrijven) kizárólagos behozatali jogokkal ruházták fel (továbbá részleges mennyiségi korlátozást vezettek be). Az Európai Unió Bizottsága úgy ítélte meg, hogy ez a szabályozás a közösségi szabályokkal ellentétes, mert diszkriminatív. A Bizottság előbb kötelezettségszegési eljárást indított Hollandia ellen, majd ebből bírósági ügy lett az Európai Unió Bírósága előtt, melybe támogatóként mindkét oldalról más tagállamok is bekapcsolódtak. A pert a Bizottság elvesztette, ennek az árampiacra, áramimportra érdemi következményei lettek.

## Az eset keletkezése
A Holland Királyságban az elektromos áram termelését, importját és eladását szabályozó új törvény (Elektriciteitswet) 1989. november 16-án lépett hatályba. Ennek 34. cikkelye kimondta, hogy a továbbiakban közszolgáltatási célra szolgáló, 500 V feletti feszültségű áram importjára kizárólagosan egy (közszolgáltató) vállalat lesz jogosult. 1990. március 20-án kelt miniszteri rendelet megnevezte ezt a vállalatot: a NV Samenwerkende Elektriciteitsproduktiebedrijven (rövidítve: SEP).

## Az Európai Bizottság vizsgálata
Az Európai Bizottság kvázi versenyfelügyeleti jogosultsága által eljárva megvizsgálta a villamosenergia-törvény tartalmi jelentését, párhuzamosan elemezve annak gyakorlati hatását. Ennek során megállapította, hogy a villamosenergia-törvény és az által megvalósult jogosultsági és hatáskörbeli változások ellenkeznek az Európai Közösség szerződésének 30., illetve 37. cikkével.

### A Bizottság által vélelmezetten sérülő szerződésrészek
- EK 30. cikk:[8]

„A tagállamok között tilos a behozatalra vonatkozó minden mennyiségi korlátozás és azzal azonos hatású intézkedés.”
- EK 37. cikk:[9]

„(1) A tagállamok minden kereskedelmi jellegű állami monopóliumot kiigazítanak oly módon, hogy az áruk beszerzési és értékesítési feltételeire vonatkozóan a tagállamok állampolgárai között ne álljon fenn megkülönböztetés. E cikk rendelkezései minden olyan szervre vonatkoznak, amelyen keresztül valamely tagállam jogilag vagy ténylegesen, közvetlenül vagy közvetve ellenőrzi, irányítja vagy érzékelhetően befolyásolja a tagállamok közötti behozatalt vagy kivitelt. Ezeket a rendelkezéseket az állam által másokra átruházott monopóliumokra ugyanúgy alkalmazni kell.
(2) A tagállamok tartózkodnak minden olyan új intézkedés bevezetésétől, amely ellentétes az (1) bekezdésben megállapított elvekkel, vagy amely korlátozza a tagállamok közötti vámok és mennyiségi korlátozások tilalmára vonatkozó cikkek hatályát.
(3) Ha egy kereskedelmi jellegű állami monopólium szabályainak az a célja, hogy megkönnyítse a mezőgazdasági termékek forgalomba hozatalát vagy legjobb áron történő értékesítését, az e cikkben foglalt szabályok alkalmazásakor lépéseket kell tenni annak érdekében, hogy az érintett termelők foglalkoztatására és életszínvonalára vonatkozóan egyenértékű biztosítékot nyújtsanak.”

## A kötelezettségszegési eljárás
Az Európai Bizottság tájékoztatási és figyelmeztetési kötelezettségének (előzetes kötelezettségszegési eljárás) eleget téve 1991. augusztus 9-én levélben kapcsolatba lépett a Holland Királyság kormányával. A holland kormány 1991. november 12-én írott válaszában tagadta a kötelezettségszegést. A Bizottság részletes indoklással fordult a holland kormányhoz 1992. november 26-án, melyre választ 1993. március 26-án kapott. E figyelmeztetési eljárást követően az intézmény az Európai Unió Bíróság (későbbiekben: Bíróság) intézményén keresztül kötelezettségszegési eljárást indított a Holland Királyság kormányával szemben.

### Az eset az Európai Unió Bírósága előtt
| Peres fél                     | Eljárást kezdeményező szerv: Európai Bizottság (COM) | Feltételezett szerződést szegő szerv: Holland Királyság kormánya |
| Támogató közbenjáró tagállam: | Egyesült Királyság                                   | Franciaország és Írország                                        |

| A beadvány kelte:                                           | 1994. június 13.   |
| A támogató tagállamok perbe csatlakozása (mindkét oldalon): | 1994. december 6.  |
| A felek véleményének meghallgatása:                         | 1996. május 7.     |
| G. Cosmas (főtanácsnok) véleményének meghallgatása:         | 1996. november 26. |
| A Bíróság ítélete:                                          | 1997. október 23.  |

### A peres felek érvelése
Bizottság álláspontja:
A SEP nemzeti importmonopólium-jogot élvez, mellyel a többi tagállamból származó szereplőket (exportőröket) a holland határon belüli piacon lévő termékek értékesítésében korlátozza, továbbá elzárja a holland fogyasztókat a villamos áram szolgáltatására vonatkozó források megválasztásától, korlátozva a szolgáltatások szabad áramlását, oly mértékben, hogy befolyásolja a tagállamok közötti kereskedelmet. Hivatkozási alapja az EK szerződés 30. és 37. cikke. Az Európai Bizottság gyanúja szerint a holland kormány szándékosan garantált kizárólagos jogokat a villamosenergia lakossági forgalmazása céljából, állami monopóliumot létrehozva, korlátozva a szabad belső piac által biztosított lehetőségeket, eltorzítva a versenyegyenlőséget, akadályozva a négy alapszabadság elvében megfogalmazott áruk, szolgáltatások, tőke és munkaerő szabad áramlását. Álláspontja szerint a SEP a ráruházott jogosultságon keresztül negatív hatással volt a tagállamok közötti kereskedelemre.
A holland kormány érve:
A SEP nem nemzeti monopólium, mivel nem folytat kereskedelmi jellegű tevékenységet. A Szerződésnek megfelelően közfeladatot ellátó intézmény, jogosultságával nem korlátozza az árakat és a szereplőket. A szolgáltatás értékesítése továbbra is kizárólagos módon a vállalaton keresztül valósulhatott meg. A holland kormány a Szerződésnek való megfeleltetést az EK szerződés 90. cikk, 2. bekezdésével igazolta. A szolgáltatóra ráruházott kizárólagos jogok a rábízott feladatok teljesítése érdekében vannak érvényben, nyeresége csak oly mértékben terjed ki, mellyel létét biztosítani tudja, előnyt nem teremtve magának, így a kereskedelem fejlődését sem befolyásolja, ezáltal megfelel az Európai Unió által megfogalmazott érdekeknek. A többi szereplő képes a termékeit értékesíteni, a szolgáltatások ára nincs befolyásolva.
EK 90. cikk (2):
„(2) Az általános gazdasági érdekű szolgáltatások működtetésével megbízott vagy a jövedelemtermelő monopólium jellegű vállalkozások olyan mértékben tartoznak a Szerződések szabályai, különösen a versenyszabályok hatálya alá, amennyiben ezek alkalmazása sem jogilag, sem ténylegesen nem akadályozza a rájuk bízott sajátos feladatok végrehajtását. A kereskedelem fejlődését ez nem befolyásolhatja olyan mértékben, amely ellentétes az Unió érdekeivel.”

### Az ítélet
A Bíróság ítélete szerint a SEP működése nem diszkriminatív (90. cikk).
Indoklása szerint megengedett, hogy egy közfeladatot ellátó vállalkozás számára támogatást nyújtsanak, de csak olyan mértékben, hogy azzal fennmaradását és a számára kijelölt társadalmilag jelentős feladat teljesítését biztosítani tudja. Az ellátáshoz szükséges nyereségen kívül többletbevételre nem tehet szert.
A Bizottság nem tudta igazolni állítását. A Bíróság szerint a Bizottságnak a diszkrimináció és korlátozás igazolása érdekében szükséges lett volna megvizsgálnia a piaci szereplők helyzetét, összehasonlítva a piac jelenlegi és a piac feltételezett, kizárólagos jogok nélküli állapotával.

## Az eset következményei
Mivel a Bíróság a jogi szabályozást helybenhagyta, és a VT csak viszonylag kevéssé támogatta a versenyt, a törvény e téren nem váltotta be a reményeket. Az egyetlen terület, ahol a verseny kialakult, a decentralizált kisebb áramtermelők területe, aminek következtében kínálat keletkezett az 1990-es évekre. Ennek hatására 1996-ban az elosztásban és a termelésben érintett cégek egyezségre léptek.
Elemzők rámutattak, hogy a Bíróság az ítéletében kiemelte, hogy közös európai irányelv, közös politika hiányában kellett az esetet megítélni, és a Bizottság álláspontja ellen dönteni. Túlzott terhet jelentene az adott tagállamra nézve, és ezért nem várható el a tagállamtól, hogy bemutassa, hogy egy konkrét megoldással szemben milyen lehetséges alternatívák lehetnének.
Az Európai Unióban az 1996. december 19-i 96/92/EK irányelv szabályozta az áramszolgáltatás belső piacát: közös szabályokat állapított meg az áram termelése, szállítása és szétosztása terén. Lefektette a villamosenergia-ágazat szervezésével és működésével, a piachoz való hozzáféréssel, a versenytárgyalási felhívásoknál alkalmazandó feltételeket és eljárásokat, valamint az engedélyek kiadásával és a rendszerek működésével összefüggő szabályokat. Ezt a szabályozást később felváltotta a 2003/54/EK irányelv, ezt pedig a 2009/72/EK irányelv.